# Somaglia

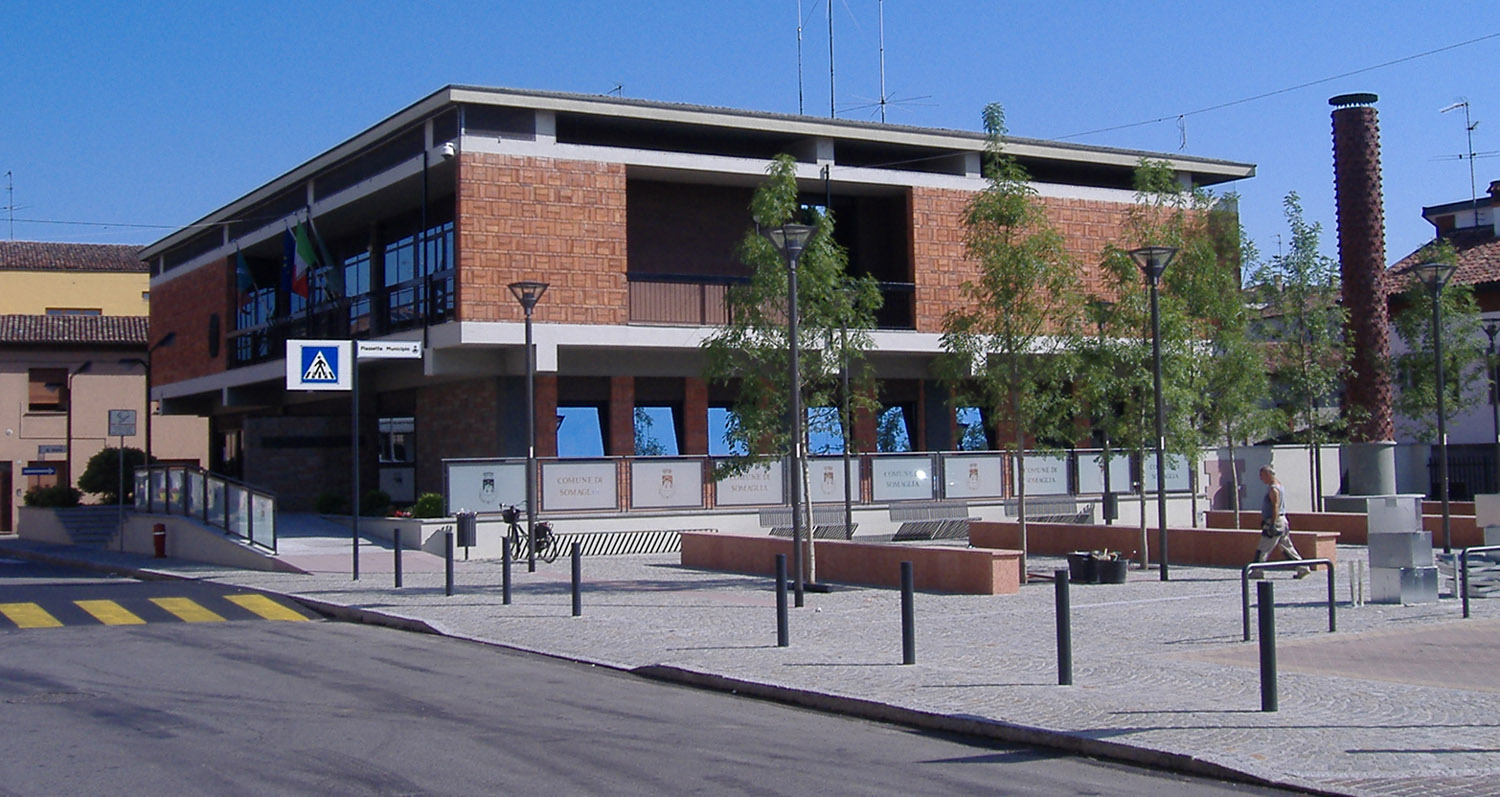
Il palazzo municipale

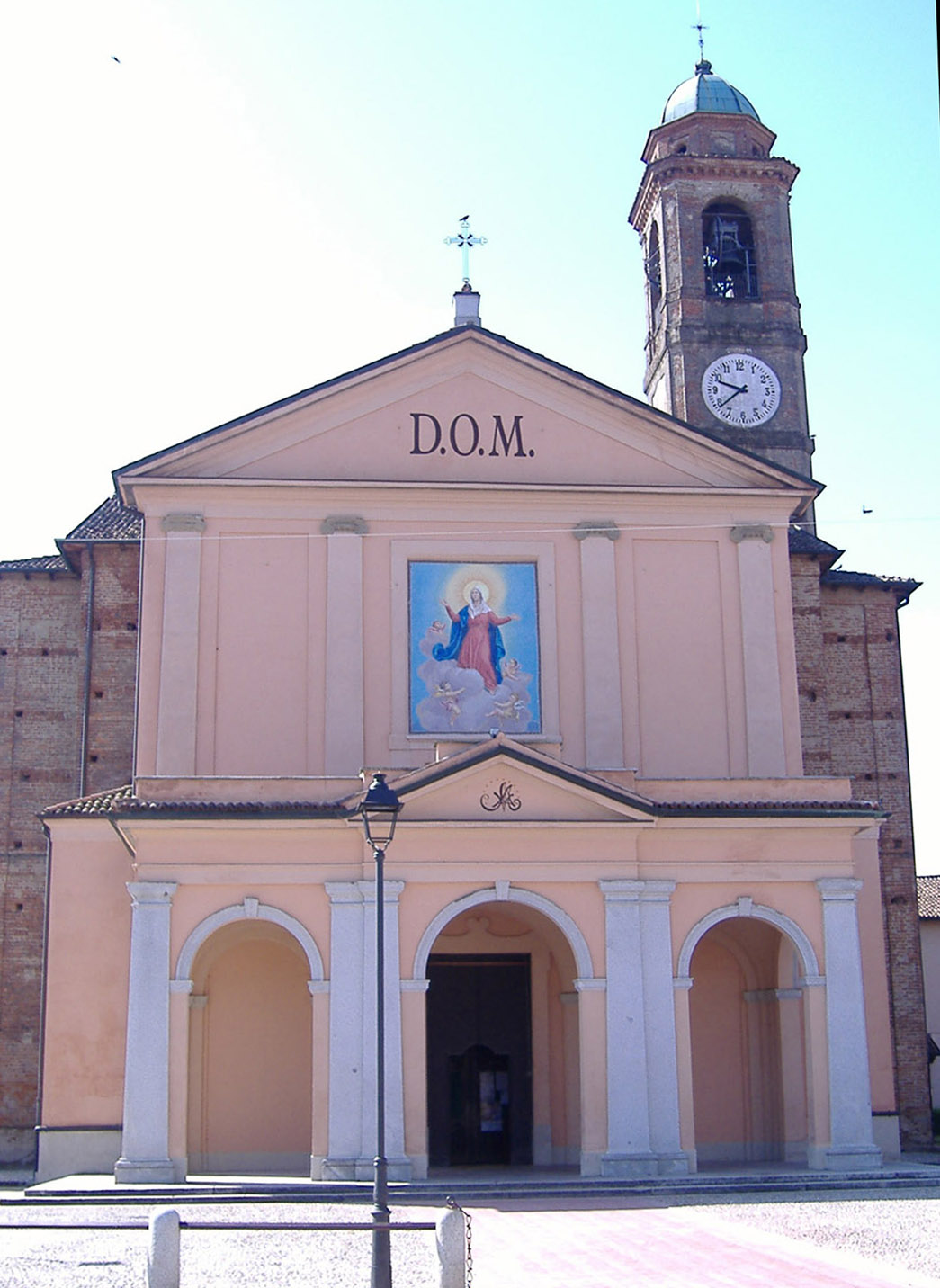
La chiesa parrocchiale

Somaglia (Sumaia in dialetto lodigiano) è un comune italiano di 3 843 abitanti della provincia di Lodi in Lombardia.

## Storia
In età napoleonica (1809-16) al comune di Somaglia furono aggregate Mirabello e Regina Fittarezza, ridivenute autonome con la costituzione del Regno Lombardo-Veneto. Regina Fittarezza fu poi aggregata definitivamente nel 1873, insieme con Pizzolano.

### Simboli
Lo stemma e il gonfalone sono stati concessi con decreto del presidente della Repubblica del 20 ottobre 1953.
Stemma
Gonfalone

## Monumenti e luoghi d'interesse
- La chiesa parrocchiale: l'inizio della costruzione risale a 14 ottobre 1769, la consacrazione il 31 dicembre 1773. L'edificio, all'esterno neoclassico, è di pianta quadrata e fu progettato dall'architetto milanese Giulio Galieri.
- Il Castello Cavazzi: modificato più volte nel corso dei secoli, ha una pianta imponente e, come la vediamo oggi, risalente circa al XV secolo. Donato nel 1980 dalla baronessa Guendalina Cavazzi della Somaglia al Comune di Somaglia, il castello è oggi utilizzato per manifestazioni di vario genere.
- Il Museo "Mario Borsa" fondato nel 2012, nel 60º anniversario della sua morte e raccoglie le opere e i documenti della sua vita, a Mario Borsa è intitolato anche l'Istituto Comprensivo di Somaglia.
- La Riserva naturale orientata Monticchie S.I.C. riconosciuta dal 18 giugno 1985. È situata su un'antica ansa fluviale del fiume Po e ha una estensione di 240 ettari di cui 24 di massima tutela.

## Società

### Evoluzione demografica
Abitanti censiti

### Etnie e minoranze straniere
Al 1º gennaio 2019 gli stranieri residenti a Somaglia con regolare permesso di soggiorno erano 502, pari a circa il 13,1% della popolazione. Le nazionalità più rappresentate erano:
1. Romania, 160
2. Marocco, 86
3. India, 45
4. Albania, 33
5. Egitto, 30
6. Macedonia del Nord, 30

## Geografia antropica
Il territorio comunale comprende oltre al capoluogo la frazione di San Martino Pizzolano.

## Amministrazione
Segue un elenco delle amministrazioni locali.
| Periodo | Periodo   | Primo cittadino        | Partito                       | Carica  | Note |
| ------- | --------- | ---------------------- | ----------------------------- | ------- | ---- |
| 1946    |           | Lorenzo Ferrari        |                               | Sindaco |      |
| 1946    | 1951      | Andrea Galloni         |                               | Sindaco |      |
| 1951    | 1960      | Luigi Garioni          |                               | Sindaco |      |
| 1960    | 1978      | Virginio Lucchini      |                               | Sindaco |      |
| 1978    | 1986      | Gian Domenico Savini   |                               | Sindaco |      |
| 1986    | 2004      | Luigi Lucchini         |                               | Sindaco |      |
| 2004    | 2014      | Pier Giuseppe Medaglia | lista civica (centrosinistra) | Sindaco |      |
| 2014    | in carica | Angelo Caperdoni       | lista civica                  | Sindaco |      |

## Infrastrutture e trasporti

### Strade
Il comune di Somaglia è attraversato dalla SS 9 Emilia che collega Piacenza a San Donato Milanese (MI). È inoltre attraversato dall'Autostrada A1 che però non presenta nessuna uscita per Somaglia; vi è però un'area servizio, denominata Somaglia Ovest, situata a circa 3 chilometri dopo l'uscita per Casalpusterlengo/Ospedaletto Lodigiano in direzione Bologna.

## Sport
Le squadre di calcio di Somaglia sono due:
- Unione Sportiva Sanmartinese Pizzolano, fondata nel 1969. I colori sociali sono il bianco e il rosso. Attualmente milita nel campionato di Seconda categoria e lo stadio è l'Armando Picchi di San Martino Pizzolano.
- Unione Sportiva Somaglia, fondata nel 1972. I colori sociali sono il verde e il bianco. Attualmente milita nel campionato di Prima categoria e lo stadio è il Comunale di Somaglia.